# 第18諸兵科連合軍 (ロシア陸軍)
第18諸兵科連合軍（だい18しょへいかれんごうぐん、ロシア語: 18-я общевойсковая армия）は、ロシア陸軍の軍。南部軍管区隷下。

## 歴史

### 第二次世界大戦

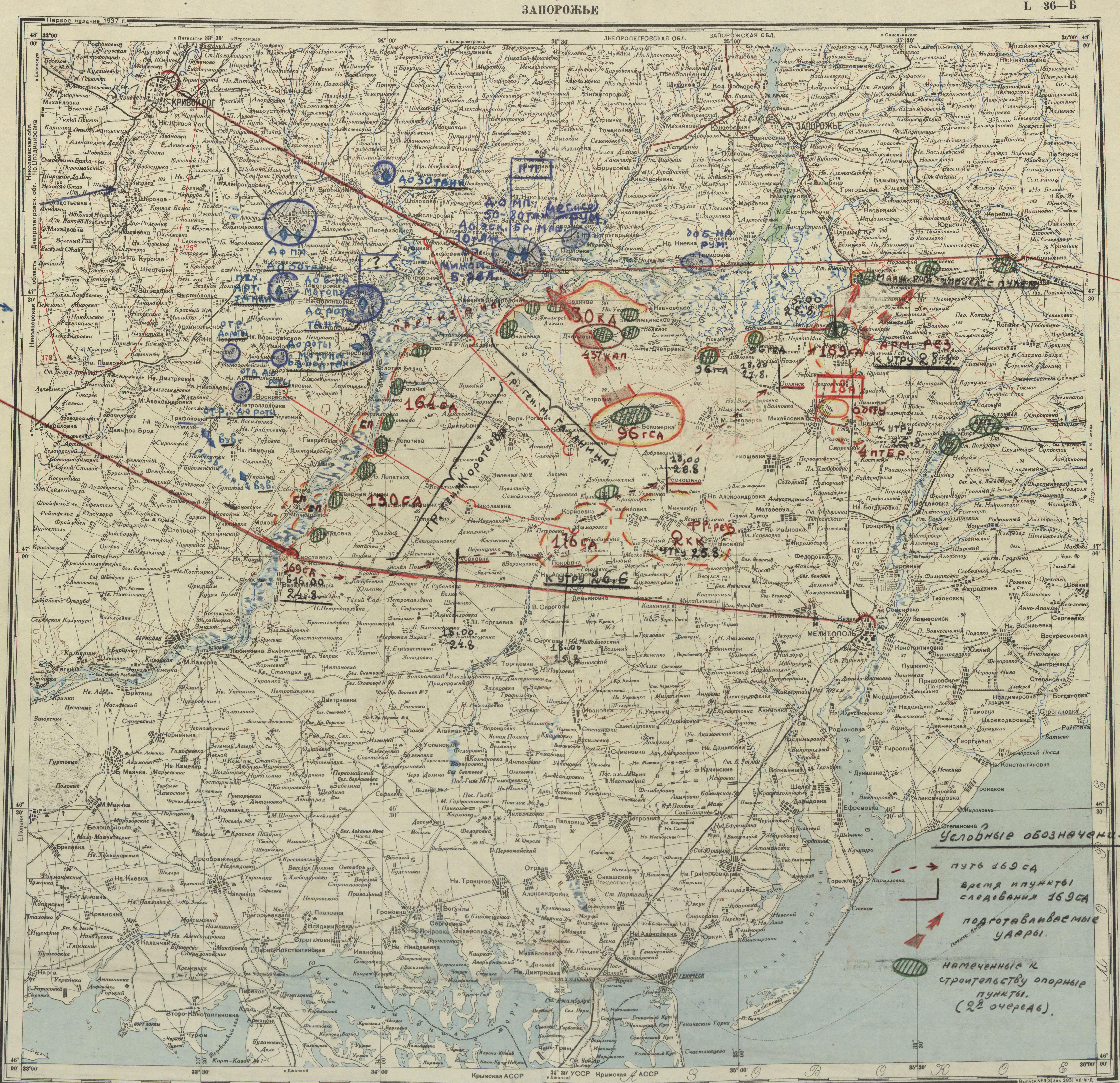
ザポリージャ方面の配置図

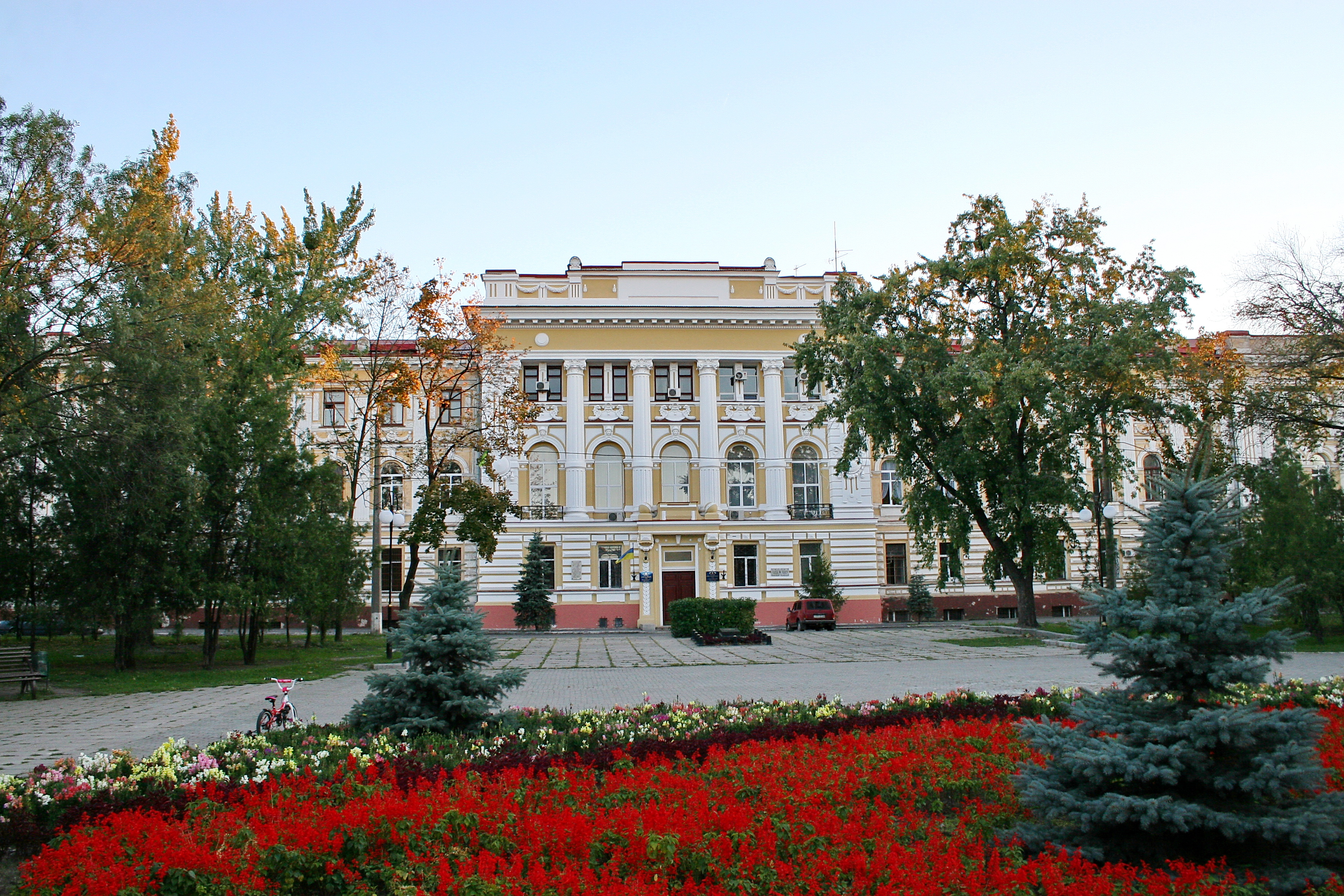
軍司令部だったハルキウの建物

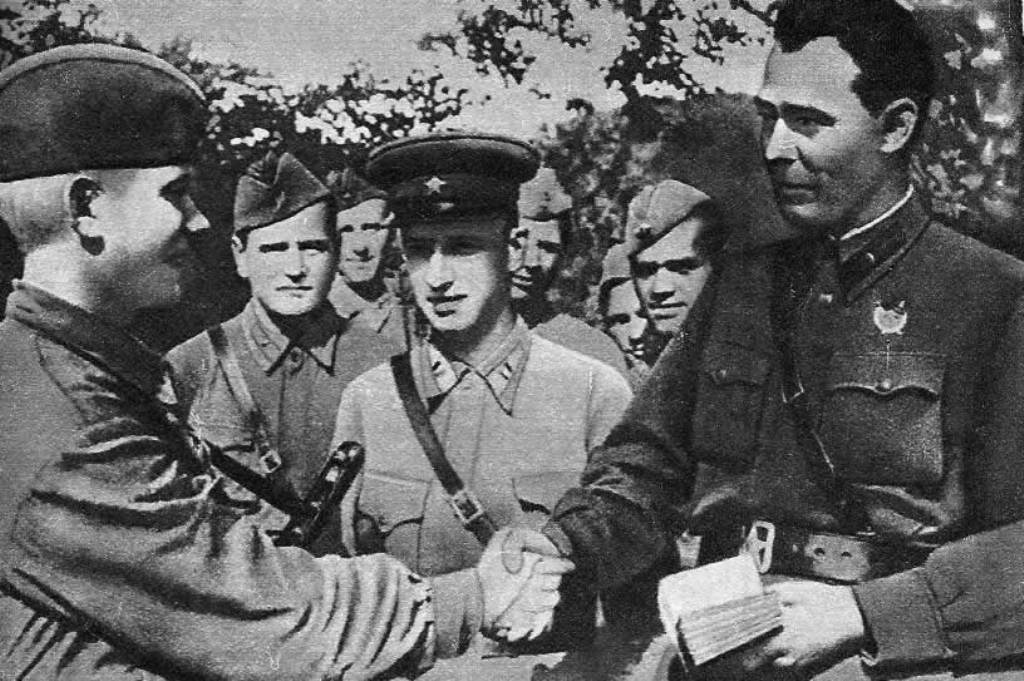
レオニード・ブレジネフ政治部長

1941年6月21日、第二次世界大戦の影響に伴い、赤軍第18軍としてウクライナ・ソビエト社会主義共和国ハリコフ州で創設された。
同月から独ソ戦に投入され、1942年にドニエプル川西岸のザポリージャ方面を防衛した。
1943年2月に第18空挺軍、4月に第18軍と改称され、ロシア・ソビエト連邦社会主義共和国、ハンガリー王国、ポーランド、チェコスロバキアを転戦して枢軸国に勝利し、戦後に解隊された。

### ロシアのウクライナ侵攻
2023年8月、ロシアのウクライナ侵攻の影響に伴い、ロシア海軍第22軍団、動員兵を基幹にロシア陸軍第18諸兵科連合軍としてクリミア共和国で77年ぶりに再編され、第22軍団のアルカジー・マルゾエフ軍団長が司令官に就任した。

#### 南部・ドニエプル川戦線
2023年9月、南部ヘルソン州に配備され、ロシア空挺軍と交代でドニエプル川東岸のクリンキ方面に展開したが、10月に第70自動車化狙撃師団第26自動車化狙撃連隊のイゴール・メシュコフ連隊長が戦死した。2024年2月にはウクライナ軍のドローン攻撃でマゴメド・マゴメジャノフ副司令官が戦死した。

#### 東部・バフムート戦線
2024年8月、第40軍団が激戦地の東部ドネツィク州バフムート地区に再配置され、友軍の救援でバフムート南のトレツク方面に展開した。

## 編制
- 軍司令部（クリミア共和国）
- 第40軍団（スタヴロポリ）
- 第70自動車化狙撃師団
- 第126独立親衛沿岸防衛旅団（ペレヴァリノエ）
- 第127独立偵察旅団（セヴァストポリ）
- 第74砲兵旅団
- 第8独立砲兵連隊（クラスノペレコプスク）
- 第1096独立高射ミサイル連隊（セヴァストポリ）
- 第4独立NBC防護連隊（セヴァストポリ）

## 出身者
- アンドレイ・グレチコ
- アンドレイ・スミルノフ
- ウラジーミル・コルパクチ
- コンスタンチン・コロチェーエフ
- ミトロファン・ニェジェーリン
- レオニード・ブレジネフ